# Вітмаршен
Вітма́ршен (нім. Wietmarschen) — громада в Німеччині, розташована в землі Нижня Саксонія. Входить до складу району Графство Бентгайм.
Площа — 119,83 км2. Населення становить 12 507 ос. (станом на 31 грудня 2021).